# 1417
Portal Geschichte | Portal Biografien | Aktuelle Ereignisse | Jahreskalender | Tagesartikel

◄ |
14. Jahrhundert |
15. Jahrhundert
| 16. Jahrhundert | ►

◄ |
1380er |
1390er |
1400er |
1410er
| 1420er | 1430er | 1440er | ►

◄◄ |
◄ |
1413 |
1414 |
1415 |
1416 |
1417
| 1418 | 1419 | 1420 | 1421 | ► | ►►
Staatsoberhäupter  · Nekrolog   · Musikjahr
| Januar | Januar | Januar | Januar | Januar | Januar | Januar | Januar |
| Kw     | Mo     | Di     | Mi     | Do     | Fr     | Sa     | So     |
| ------ | ------ | ------ | ------ | ------ | ------ | ------ | ------ |
| 53     |        |        |        |        | 1      | 2      | 3      |
| 1      | 4      | 5      | 6      | 7      | 8      | 9      | 10     |
| 2      | 11     | 12     | 13     | 14     | 15     | 16     | 17     |
| 3      | 18     | 19     | 20     | 21     | 22     | 23     | 24     |
| 4      | 25     | 26     | 27     | 28     | 29     | 30     | 31     |

| Februar | Februar | Februar | Februar | Februar | Februar | Februar | Februar |
| Kw      | Mo      | Di      | Mi      | Do      | Fr      | Sa      | So      |
| ------- | ------- | ------- | ------- | ------- | ------- | ------- | ------- |
| 5       | 1       | 2       | 3       | 4       | 5       | 6       | 7       |
| 6       | 8       | 9       | 10      | 11      | 12      | 13      | 14      |
| 7       | 15      | 16      | 17      | 18      | 19      | 20      | 21      |
| 8       | 22      | 23      | 24      | 25      | 26      | 27      | 28      |

| März | März | März | März | März | März | März | März |
| Kw   | Mo   | Di   | Mi   | Do   | Fr   | Sa   | So   |
| ---- | ---- | ---- | ---- | ---- | ---- | ---- | ---- |
| 9    | 1    | 2    | 3    | 4    | 5    | 6    | 7    |
| 10   | 8    | 9    | 10   | 11   | 12   | 13   | 14   |
| 11   | 15   | 16   | 17   | 18   | 19   | 20   | 21   |
| 12   | 22   | 23   | 24   | 25   | 26   | 27   | 28   |
| 13   | 29   | 30   | 31   |      |      |      |      |

| April | April | April | April | April | April | April | April |
| Kw    | Mo    | Di    | Mi    | Do    | Fr    | Sa    | So    |
| ----- | ----- | ----- | ----- | ----- | ----- | ----- | ----- |
| 13    |       |       |       | 1     | 2     | 3     | 4     |
| 14    | 5     | 6     | 7     | 8     | 9     | 10    | 11    |
| 15    | 12    | 13    | 14    | 15    | 16    | 17    | 18    |
| 16    | 19    | 20    | 21    | 22    | 23    | 24    | 25    |
| 17    | 26    | 27    | 28    | 29    | 30    |       |       |

| Mai | Mai | Mai | Mai | Mai | Mai | Mai | Mai |
| Kw  | Mo  | Di  | Mi  | Do  | Fr  | Sa  | So  |
| --- | --- | --- | --- | --- | --- | --- | --- |
| 17  |     |     |     |     |     | 1   | 2   |
| 18  | 3   | 4   | 5   | 6   | 7   | 8   | 9   |
| 19  | 10  | 11  | 12  | 13  | 14  | 15  | 16  |
| 20  | 17  | 18  | 19  | 20  | 21  | 22  | 23  |
| 21  | 24  | 25  | 26  | 27  | 28  | 29  | 30  |
| 22  | 31  |     |     |     |     |     |     |

| Juni | Juni | Juni | Juni | Juni | Juni | Juni | Juni |
| Kw   | Mo   | Di   | Mi   | Do   | Fr   | Sa   | So   |
| ---- | ---- | ---- | ---- | ---- | ---- | ---- | ---- |
| 22   |      | 1    | 2    | 3    | 4    | 5    | 6    |
| 23   | 7    | 8    | 9    | 10   | 11   | 12   | 13   |
| 24   | 14   | 15   | 16   | 17   | 18   | 19   | 20   |
| 25   | 21   | 22   | 23   | 24   | 25   | 26   | 27   |
| 26   | 28   | 29   | 30   |      |      |      |      |

| Juli | Juli | Juli | Juli | Juli | Juli | Juli | Juli |
| Kw   | Mo   | Di   | Mi   | Do   | Fr   | Sa   | So   |
| ---- | ---- | ---- | ---- | ---- | ---- | ---- | ---- |
| 26   |      |      |      | 1    | 2    | 3    | 4    |
| 27   | 5    | 6    | 7    | 8    | 9    | 10   | 11   |
| 28   | 12   | 13   | 14   | 15   | 16   | 17   | 18   |
| 29   | 19   | 20   | 21   | 22   | 23   | 24   | 25   |
| 30   | 26   | 27   | 28   | 29   | 30   | 31   |      |

| August | August | August | August | August | August | August | August |
| Kw     | Mo     | Di     | Mi     | Do     | Fr     | Sa     | So     |
| ------ | ------ | ------ | ------ | ------ | ------ | ------ | ------ |
| 30     |        |        |        |        |        |        | 1      |
| 31     | 2      | 3      | 4      | 5      | 6      | 7      | 8      |
| 32     | 9      | 10     | 11     | 12     | 13     | 14     | 15     |
| 33     | 16     | 17     | 18     | 19     | 20     | 21     | 22     |
| 34     | 23     | 24     | 25     | 26     | 27     | 28     | 29     |
| 35     | 30     | 31     |        |        |        |        |        |

| September | September | September | September | September | September | September | September |
| Kw        | Mo        | Di        | Mi        | Do        | Fr        | Sa        | So        |
| --------- | --------- | --------- | --------- | --------- | --------- | --------- | --------- |
| 35        |           |           | 1         | 2         | 3         | 4         | 5         |
| 36        | 6         | 7         | 8         | 9         | 10        | 11        | 12        |
| 37        | 13        | 14        | 15        | 16        | 17        | 18        | 19        |
| 38        | 20        | 21        | 22        | 23        | 24        | 25        | 26        |
| 39        | 27        | 28        | 29        | 30        |           |           |           |

| Oktober | Oktober | Oktober | Oktober | Oktober | Oktober | Oktober | Oktober |
| Kw      | Mo      | Di      | Mi      | Do      | Fr      | Sa      | So      |
| ------- | ------- | ------- | ------- | ------- | ------- | ------- | ------- |
| 39      |         |         |         |         | 1       | 2       | 3       |
| 40      | 4       | 5       | 6       | 7       | 8       | 9       | 10      |
| 41      | 11      | 12      | 13      | 14      | 15      | 16      | 17      |
| 42      | 18      | 19      | 20      | 21      | 22      | 23      | 24      |
| 43      | 25      | 26      | 27      | 28      | 29      | 30      | 31      |

| November | November | November | November | November | November | November | November |
| Kw       | Mo       | Di       | Mi       | Do       | Fr       | Sa       | So       |
| -------- | -------- | -------- | -------- | -------- | -------- | -------- | -------- |
| 44       | 1        | 2        | 3        | 4        | 5        | 6        | 7        |
| 45       | 8        | 9        | 10       | 11       | 12       | 13       | 14       |
| 46       | 15       | 16       | 17       | 18       | 19       | 20       | 21       |
| 47       | 22       | 23       | 24       | 25       | 26       | 27       | 28       |
| 48       | 29       | 30       |          |          |          |          |          |

| Dezember | Dezember | Dezember | Dezember | Dezember | Dezember | Dezember | Dezember |
| Kw       | Mo       | Di       | Mi       | Do       | Fr       | Sa       | So       |
| -------- | -------- | -------- | -------- | -------- | -------- | -------- | -------- |
| 48       |          |          | 1        | 2        | 3        | 4        | 5        |
| 49       | 6        | 7        | 8        | 9        | 10       | 11       | 12       |
| 50       | 13       | 14       | 15       | 16       | 17       | 18       | 19       |
| 51       | 20       | 21       | 22       | 23       | 24       | 25       | 26       |
| 52       | 27       | 28       | 29       | 30       | 31       |          |          |

| Januar | Januar | Januar | Januar | Januar | Januar | Januar | Januar |
| Kw     | Mo     | Di     | Mi     | Do     | Fr     | Sa     | So     |
| ------ | ------ | ------ | ------ | ------ | ------ | ------ | ------ |
| 53     |        |        |        |        | 1      | 2      | 3      |
| 1      | 4      | 5      | 6      | 7      | 8      | 9      | 10     |
| 2      | 11     | 12     | 13     | 14     | 15     | 16     | 17     |
| 3      | 18     | 19     | 20     | 21     | 22     | 23     | 24     |
| 4      | 25     | 26     | 27     | 28     | 29     | 30     | 31     |

| Februar | Februar | Februar | Februar | Februar | Februar | Februar | Februar |
| Kw      | Mo      | Di      | Mi      | Do      | Fr      | Sa      | So      |
| ------- | ------- | ------- | ------- | ------- | ------- | ------- | ------- |
| 5       | 1       | 2       | 3       | 4       | 5       | 6       | 7       |
| 6       | 8       | 9       | 10      | 11      | 12      | 13      | 14      |
| 7       | 15      | 16      | 17      | 18      | 19      | 20      | 21      |
| 8       | 22      | 23      | 24      | 25      | 26      | 27      | 28      |

| März | März | März | März | März | März | März | März |
| Kw   | Mo   | Di   | Mi   | Do   | Fr   | Sa   | So   |
| ---- | ---- | ---- | ---- | ---- | ---- | ---- | ---- |
| 9    | 1    | 2    | 3    | 4    | 5    | 6    | 7    |
| 10   | 8    | 9    | 10   | 11   | 12   | 13   | 14   |
| 11   | 15   | 16   | 17   | 18   | 19   | 20   | 21   |
| 12   | 22   | 23   | 24   | 25   | 26   | 27   | 28   |
| 13   | 29   | 30   | 31   |      |      |      |      |

| April | April | April | April | April | April | April | April |
| Kw    | Mo    | Di    | Mi    | Do    | Fr    | Sa    | So    |
| ----- | ----- | ----- | ----- | ----- | ----- | ----- | ----- |
| 13    |       |       |       | 1     | 2     | 3     | 4     |
| 14    | 5     | 6     | 7     | 8     | 9     | 10    | 11    |
| 15    | 12    | 13    | 14    | 15    | 16    | 17    | 18    |
| 16    | 19    | 20    | 21    | 22    | 23    | 24    | 25    |
| 17    | 26    | 27    | 28    | 29    | 30    |       |       |

| Mai | Mai | Mai | Mai | Mai | Mai | Mai | Mai |
| Kw  | Mo  | Di  | Mi  | Do  | Fr  | Sa  | So  |
| --- | --- | --- | --- | --- | --- | --- | --- |
| 17  |     |     |     |     |     | 1   | 2   |
| 18  | 3   | 4   | 5   | 6   | 7   | 8   | 9   |
| 19  | 10  | 11  | 12  | 13  | 14  | 15  | 16  |
| 20  | 17  | 18  | 19  | 20  | 21  | 22  | 23  |
| 21  | 24  | 25  | 26  | 27  | 28  | 29  | 30  |
| 22  | 31  |     |     |     |     |     |     |

| Juni | Juni | Juni | Juni | Juni | Juni | Juni | Juni |
| Kw   | Mo   | Di   | Mi   | Do   | Fr   | Sa   | So   |
| ---- | ---- | ---- | ---- | ---- | ---- | ---- | ---- |
| 22   |      | 1    | 2    | 3    | 4    | 5    | 6    |
| 23   | 7    | 8    | 9    | 10   | 11   | 12   | 13   |
| 24   | 14   | 15   | 16   | 17   | 18   | 19   | 20   |
| 25   | 21   | 22   | 23   | 24   | 25   | 26   | 27   |
| 26   | 28   | 29   | 30   |      |      |      |      |

| Juli | Juli | Juli | Juli | Juli | Juli | Juli | Juli |
| Kw   | Mo   | Di   | Mi   | Do   | Fr   | Sa   | So   |
| ---- | ---- | ---- | ---- | ---- | ---- | ---- | ---- |
| 26   |      |      |      | 1    | 2    | 3    | 4    |
| 27   | 5    | 6    | 7    | 8    | 9    | 10   | 11   |
| 28   | 12   | 13   | 14   | 15   | 16   | 17   | 18   |
| 29   | 19   | 20   | 21   | 22   | 23   | 24   | 25   |
| 30   | 26   | 27   | 28   | 29   | 30   | 31   |      |

| August | August | August | August | August | August | August | August |
| Kw     | Mo     | Di     | Mi     | Do     | Fr     | Sa     | So     |
| ------ | ------ | ------ | ------ | ------ | ------ | ------ | ------ |
| 30     |        |        |        |        |        |        | 1      |
| 31     | 2      | 3      | 4      | 5      | 6      | 7      | 8      |
| 32     | 9      | 10     | 11     | 12     | 13     | 14     | 15     |
| 33     | 16     | 17     | 18     | 19     | 20     | 21     | 22     |
| 34     | 23     | 24     | 25     | 26     | 27     | 28     | 29     |
| 35     | 30     | 31     |        |        |        |        |        |

| September | September | September | September | September | September | September | September |
| Kw        | Mo        | Di        | Mi        | Do        | Fr        | Sa        | So        |
| --------- | --------- | --------- | --------- | --------- | --------- | --------- | --------- |
| 35        |           |           | 1         | 2         | 3         | 4         | 5         |
| 36        | 6         | 7         | 8         | 9         | 10        | 11        | 12        |
| 37        | 13        | 14        | 15        | 16        | 17        | 18        | 19        |
| 38        | 20        | 21        | 22        | 23        | 24        | 25        | 26        |
| 39        | 27        | 28        | 29        | 30        |           |           |           |

| Oktober | Oktober | Oktober | Oktober | Oktober | Oktober | Oktober | Oktober |
| Kw      | Mo      | Di      | Mi      | Do      | Fr      | Sa      | So      |
| ------- | ------- | ------- | ------- | ------- | ------- | ------- | ------- |
| 39      |         |         |         |         | 1       | 2       | 3       |
| 40      | 4       | 5       | 6       | 7       | 8       | 9       | 10      |
| 41      | 11      | 12      | 13      | 14      | 15      | 16      | 17      |
| 42      | 18      | 19      | 20      | 21      | 22      | 23      | 24      |
| 43      | 25      | 26      | 27      | 28      | 29      | 30      | 31      |

| November | November | November | November | November | November | November | November |
| Kw       | Mo       | Di       | Mi       | Do       | Fr       | Sa       | So       |
| -------- | -------- | -------- | -------- | -------- | -------- | -------- | -------- |
| 44       | 1        | 2        | 3        | 4        | 5        | 6        | 7        |
| 45       | 8        | 9        | 10       | 11       | 12       | 13       | 14       |
| 46       | 15       | 16       | 17       | 18       | 19       | 20       | 21       |
| 47       | 22       | 23       | 24       | 25       | 26       | 27       | 28       |
| 48       | 29       | 30       |          |          |          |          |          |

| Dezember | Dezember | Dezember | Dezember | Dezember | Dezember | Dezember | Dezember |
| Kw       | Mo       | Di       | Mi       | Do       | Fr       | Sa       | So       |
| -------- | -------- | -------- | -------- | -------- | -------- | -------- | -------- |
| 48       |          |          | 1        | 2        | 3        | 4        | 5        |
| 49       | 6        | 7        | 8        | 9        | 10       | 11       | 12       |
| 50       | 13       | 14       | 15       | 16       | 17       | 18       | 19       |
| 51       | 20       | 21       | 22       | 23       | 24       | 25       | 26       |
| 52       | 27       | 28       | 29       | 30       | 31       |          |          |

## Ereignisse

### Politik und Weltgeschehen

#### England/Frankreich
- 1. August: Der englische König Heinrich V. landet in der Zeit des Hundertjährigen Krieges mit einem Heer nahe der Mündung des Flusses Touques in der Normandie. Er beginnt neuerlich den Krieg gegen Frankreich, weil er die Ansprüche des englischen Throns auf die französische Krone durchsetzen will. Die Eroberung der Basse-Normandie gelingt rasch.
- 14. Dezember: John Oldcastle, ein Anführer der Lollarden, wird in England als Häretiker hingerichtet. Vermutlich ist er mit der von William Shakespeare mehr als 100 Jahre später verewigten Figur des Falstaff ident.
- Pierre de Rieux wird Marschall von Frankreich.

#### Weitere Ereignisse in Europa
- 16. August: Ocko II. tom Brok wird nach dem frühen Tod seines Vaters Keno II. tom Brok im Alter von zehn Jahren Häuptling des Brokmer- und des Auricherlands in Ostfriesland, vorerst unter Vormundschaft seiner Großmutter Foelke.
- Die Grafschaft Kleve wird zum Herzogtum erhoben.

#### Mesoamerika
- Während eines gemeinsamen Feldzugs mit den Tepaneken gegen die Acolhua stirbt Huitzilíhuitl, Herrscher des aztekischen Stadtstaates Tenochtitlán. Nachfolger wird sein minderjähriger Sohn Chimalpopoca, der rasch in einen Machtkampf mit seinem Onkel Maxtla gerät, der die Herrschaft in der konkurrierenden Stadt Azcapotzalco anstrebt.

#### Urkundliche Ersterwähnungen
- Neuendorf wird erstmals urkundlich als Núwen Dorff erwähnt.

### Kultur

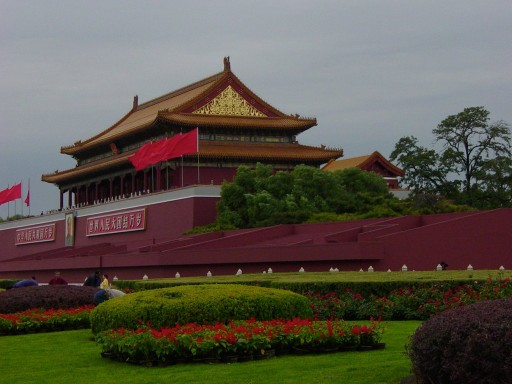
Tiananmen heute

- Unter dem chinesischen Kaiser Yongle aus der Ming-Dynastie wird in Peking das Tor des Himmlischen Friedens errichtet, Eingang zur Verbotenen Stadt.

### Religion

#### Die Beendigung des Abendländischen Schismas

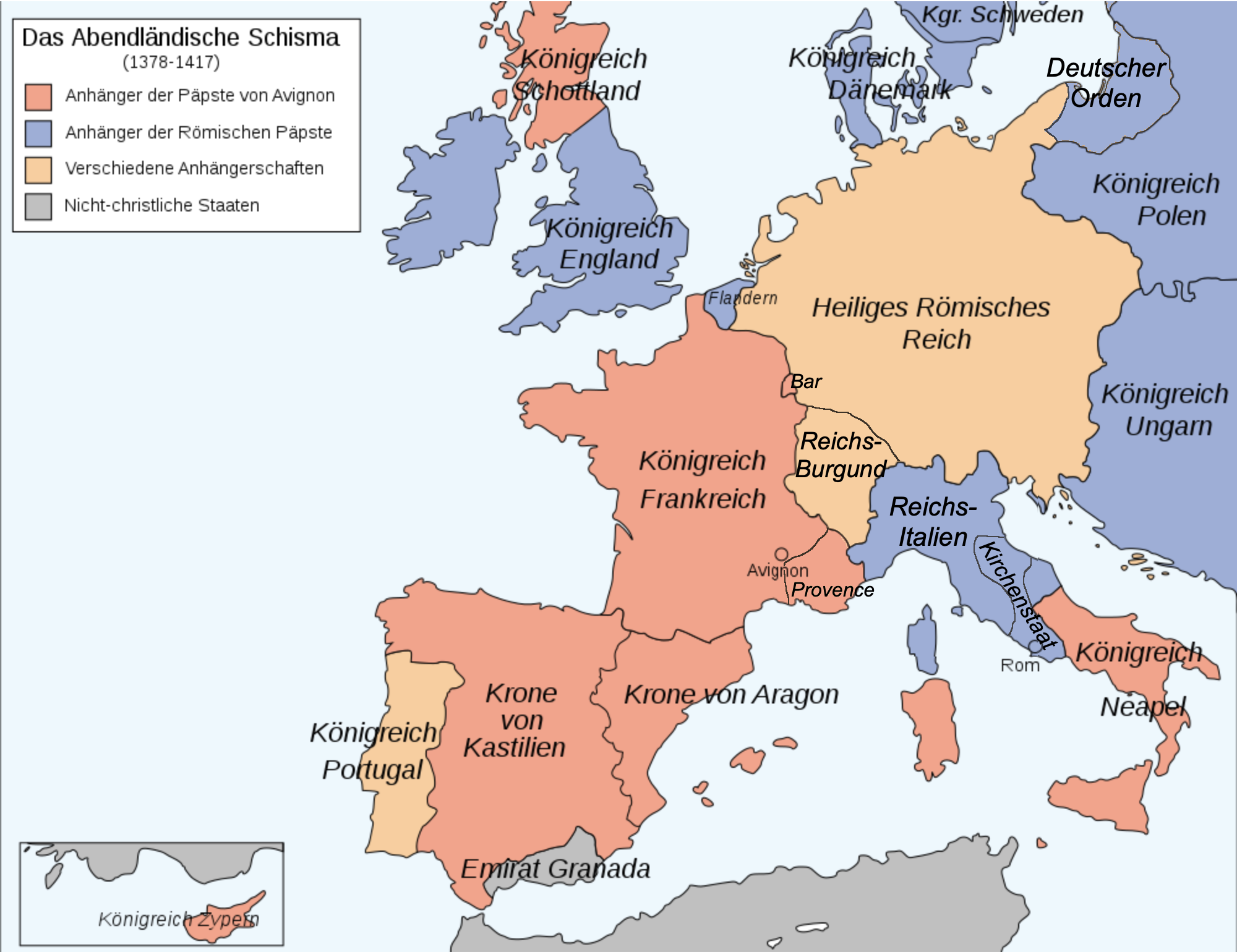
Historische Karte des abendländischen Schismas 1378–1417

- 26. Juli: Das Konzil von Konstanz setzt den Gegenpapst Benedikt XIII. ab und exkommuniziert ihn. Dieser beharrt dessen ungeachtet auf seinem Amt und zieht sich auf die Festung Peñíscola zurück.
- 9. Oktober: Das Konzil von Konstanz verabschiedet das Dekret Frequens. Damit soll die regelmäßige Einberufung eines Konzils durch den Papst gewährleistet werden. Diese Kontinuität soll auch die im Konstanzer Dekret Haec sancta geforderte Vormachtstellung des Konzils über den Papst bekräftigen, denn nur durch regelmäßige Konzile kann die Kontrolle über das Amt des Papstes sichergestellt werden.
- 8. November: Das nach dem Prinzip der nationes zusammengesetzte Konklave zur Wahl eines neuen Papstes beginnt in einem Kaufhaus am See in Konstanz.

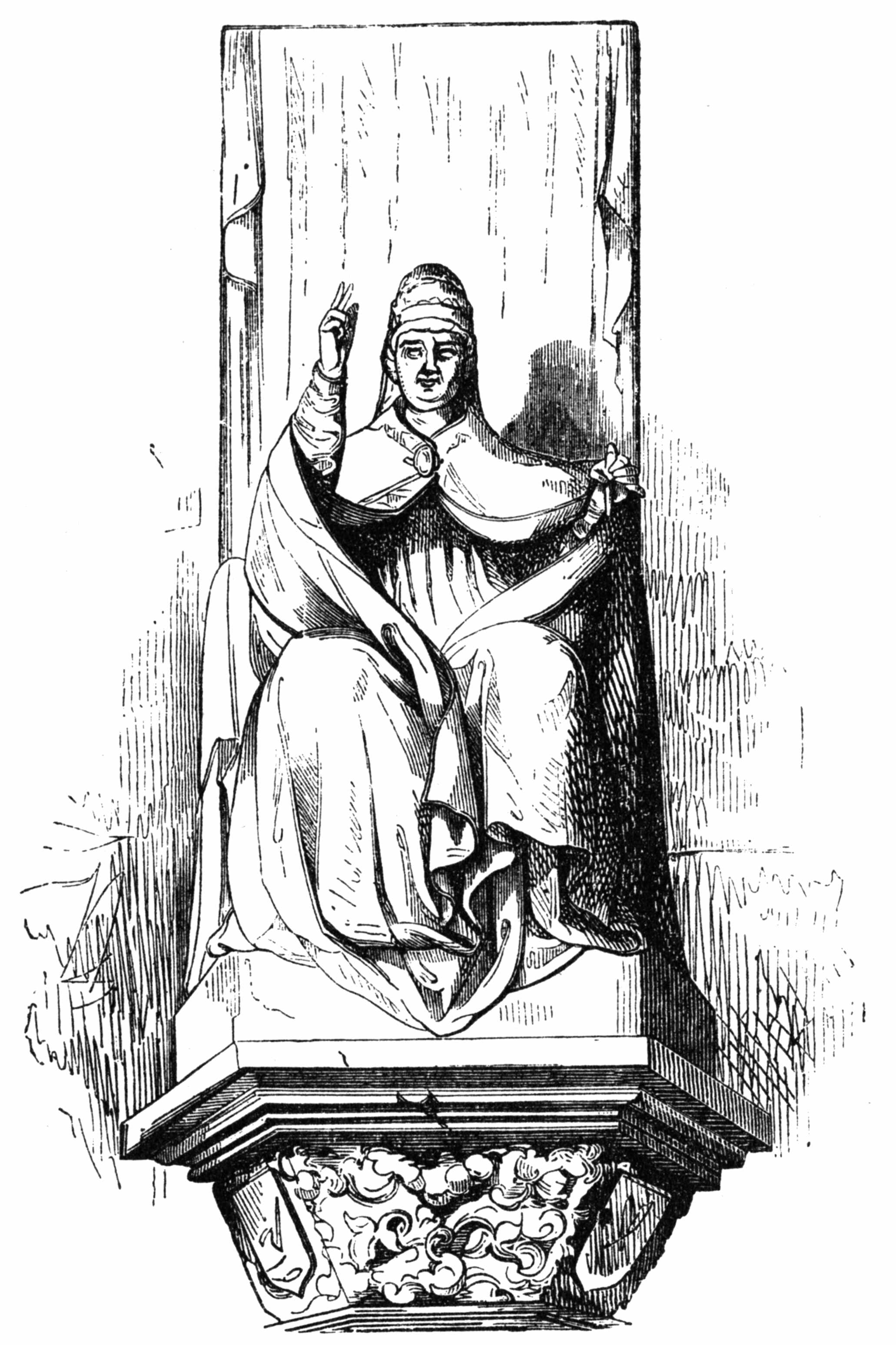
Papst Martin V.

- 11. November: Auf dem Konzil von Konstanz wird Oddo di Colonna zum Papst gewählt, der den Namen Martin V. annimmt. Dadurch wird das Große Abendländische Schisma so gut wie beendet. Am 21. November erfolgt die Krönung des neuen Papstes.

#### Weitere Beschlüsse des Konstanzer Konzils

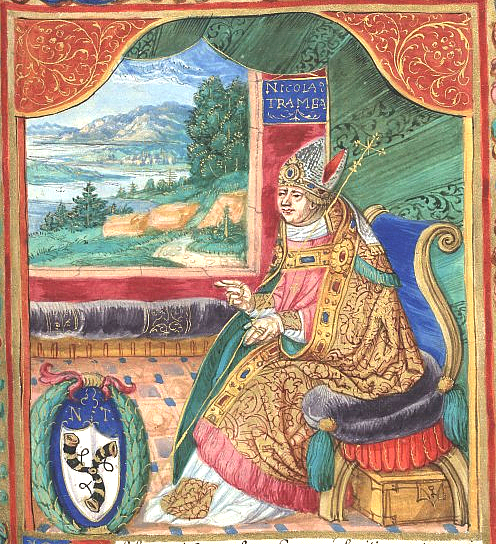
Mikołaj Trąba

- Mikołaj Trąba, der Erzbischof von Gniezno, erhält für sich und seine Nachfolger vom Konzil in Konstanz den Titel Primas Poloniae zur Bezeichnung seiner herausgehobenen Stellung im polnischen Episkopat. Damit steht der Erzbischof von Gniezno an der Spitze der Römisch-katholischen Kirche in Polen. Als Legatus natus ist er Botschafter des Heiligen Stuhls und vertritt in Polen die Autorität des Papstes.
- Das Konzil von Konstanz verurteilt die Lehre des tschechischen Reformators Jan Hus (Er verleugnete die Wandlung[=Umwandlung] der Opfergaben in der Messe und verwirft den Ablass).

#### Weitere religiöse Ereignisse
- 6. August: Herzog Adolf von Kleve gründet das Karthaus Xanten für zwölf Kartäusermönche.

## Geboren

### Geburtsdatum gesichert
- 23. Februar: Paul II., Papst († 1471)
- 23. Februar: Ludwig IX., Herzog von Bayern-Landshut († 1479)
- 24. April: Friedrich I., Herzog von Pfalz-Simmern-Sponheim († 1480)
- 25. Mai: Katharina von Kleve, Herzogin von Geldern und Gräfin von Zutphen († 1476)
- 19. Juni: Sigismondo Malatesta, italienischer Adeliger und Condottiere, Herr von Rimini, Fano und Cesena († 1468)
- 14. Juli: Giovanni Andrea Bussi, italienischer Prälat und Humanist († 1475)
- 09. Oktober: Johann II. von Glymes, niederländischer Adliger, Markgraf von Bergen op Zoom († 1494)
- 02. November: Sejo, König der Joseon-Dynastie in Korea († 1468)
- 08. November: Philipp I., Graf von Hanau-Lichtenberg († 1480)
- 18. November: Gallus Kemli, Benediktinermönch im Kloster St. Gallen († 1480/81)

### Genaues Geburtsdatum unbekannt
- Alwig X. von Sulz, Graf zu Vaduz, Schellenberg und Blumeneck, Landgraf im Klettgau und Erbhofrichter in der Reichsstadt Rottweil († 1493)
- Niklaus von Flüe, Schweizer Einsiedler, Asket und Mystiker, Schutzpatron der Schweiz († 1487)
- Sigismund Gossembrot der Ältere, Kaufmann und Bürgermeister von Augsburg († 1493)
- Heinrich IV., Herzog zu Mecklenburg († 1477)
- Domenico di Michelino, Florentiner Maler († 1491)
- Jöns Bengtsson Oxenstierna, Erzbischof von Uppsala († 1467)
- Hans Pirckheimer, Jurist, Humanist, Nürnberger Ratsherr und Gesandter der Stadt Nürnberg († 1492)
- Matthias von Rammung, kurpfälzischer Kanzler und Bischof von Speyer († 1478)
- Shin Suk-ju, koreanischer Politiker, Maler und neokonfuzianischer Philosoph († 1475)

### Geboren um 1417
- Stefan Branković, serbischer Despot († 1476)

## Gestorben

### Erstes Halbjahr
- 13. Februar: Dietrich von Quitzow, deutscher Markgräflicher Rat und Vogt zu Wredenhagen, Raubritter (* 1366)
- 14. Februar: Konrad X. Landschad von Steinach, deutscher Reichsritter
- 05. März: Manuel III., Kaiser und Großkomnene von Trapezunt (* 1364)
- 05. März: Jörg Kazmair, deutscher Ratschronist und Bürgermeister von München (* um 1350)
- 05. April: Jean de Valois, Herzog von Touraine und Berry, Dauphin von Viennois (* 1398)
- 08. April: Ulrich I., Herzog zu Mecklenburg-Stargard (* vor 1382)
- 29. April: Bonifatius Ferrer, Kartäuser-Mönch, katholischer Theologe und Jurist (* 1355)
- 16. Mai: Eberhard III., Graf von Württemberg
- 18. Mai: Ulrich Prustl, Bischof von Brixen
- 25. Mai: Ludwig II., Herzog von Anjou, Titularkönig von Neapel und Jerusalem (* 1377)
- 31. Mai: Wilhelm II., Graf von Holland und Seeland, Herzog von Straubing-Holland (* 1365)
- 15. Juni: Sigmar von Holleneck, Bischof von Seckau

### Zweites Halbjahr
- 15. Juli: Willem Eggert, Graf von Purmerend, oberster Schatzmeister und Statthalter von Holland (* um 1360)
- 31. Juli: Elisabeth von Sponheim, Gräfin von Sponheim und Vianden, Herzogin von Bayern (* 1365)
- 16. August: Keno II. tom Brok, Häuptling von Brokmerlande (Ostfriesland) (* um 1380)
- 04. September: Robert Hallum, Kanzler der Universität Oxford, Bischof von Salisbury (* um 1360/70)
- 19. September: Johannes Marienwerder, deutscher Theologe (* 1343)
- 26. September: Francesco Zabarella, italienischer Kardinal (* 1360)
- 18. Oktober: Gregor XII., Papst (* um 1335)
- 09. November: Yusuf III., Emir von Granada (* 1376)
- 14. Dezember: John Oldcastle, englischer Adliger und ein Anführer der Lollarden (* um 1378)
- 27. Dezember: Lubertus Hautscilt, flämischer Augustiner-Abt, Mathematiker, Astrologe und Mystiker (* um 1347)

### Genaues Todesdatum unbekannt
- Boček II. von Podiebrad, böhmischer Adliger
- Friedrich III. von Moers, Graf von Moers und Saarwerden
- Huitzilíhuitl: aztekischer Herrscher der Stadt Tenochtitlán (* 1380)